# 2019年サーハー航空ボーイング707着陸失敗事故
2019年サーハー航空ボーイング707着陸失敗事故（2019ねんサーハーこうくうボーイング707ちゃくりくしっぱいじこ）は、2019年1月14日にキルギスのマナス国際空港発パヤム国際空港行きだったサーハー航空のボーイング707-3J9Cが、アルボルズ州のファス空軍基地の着陸に失敗し、オーバーランした航空事故である。乗員16人中15人が死亡し、1人が重傷を負った。

## 事故機

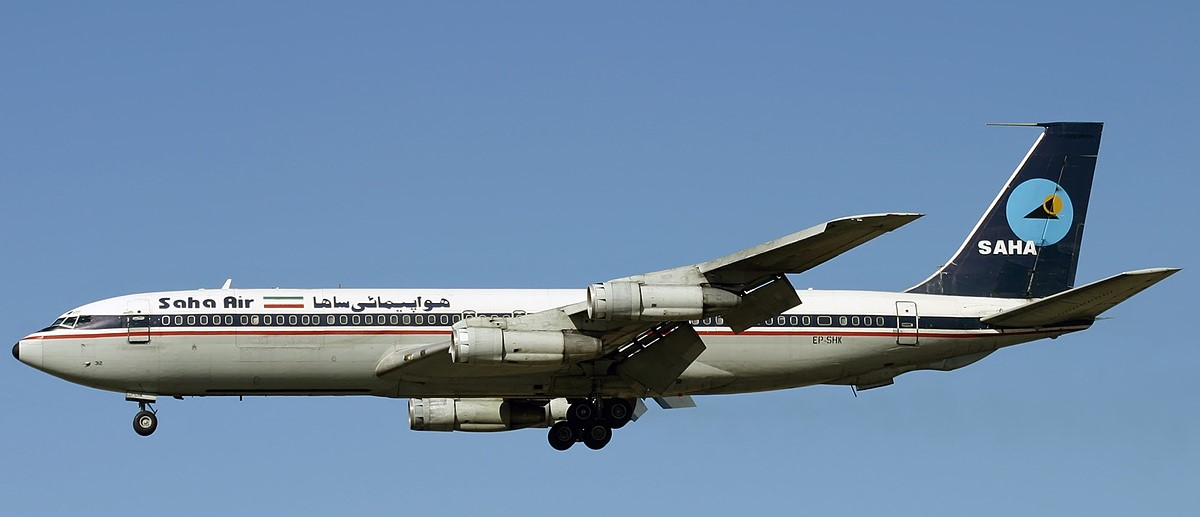
2009年に撮影された事故機

事故機のボーイング707-3J9Cは、製造番号21128として製造され、EP-CPPとして登録されていた。事故機は、イラン空軍がサーハー航空にリースしていた。1976年11月19日に初飛行を行っており、機齢は40年だった。その後、イラン帝国空軍に5-8312として納入された。2000年2月27日にサーハー航空へ移籍し、EP-SHKとして登録された。2009年8月3日に、アフヴァーズ空港発メヘラーバード国際空港行サーハー航空124便として運行中に第2エンジンが故障し、アフヴァーズ空港へ緊急着陸を行った。機体は修理されて2015年12月にイラン空軍へ返却され、2016年5月にサーハー航空に再び貸し出された。その際に、EP-CPPとして再登録された。なお、事故機は民間で運航される唯一のボーイング707であった。

## 事故の経緯

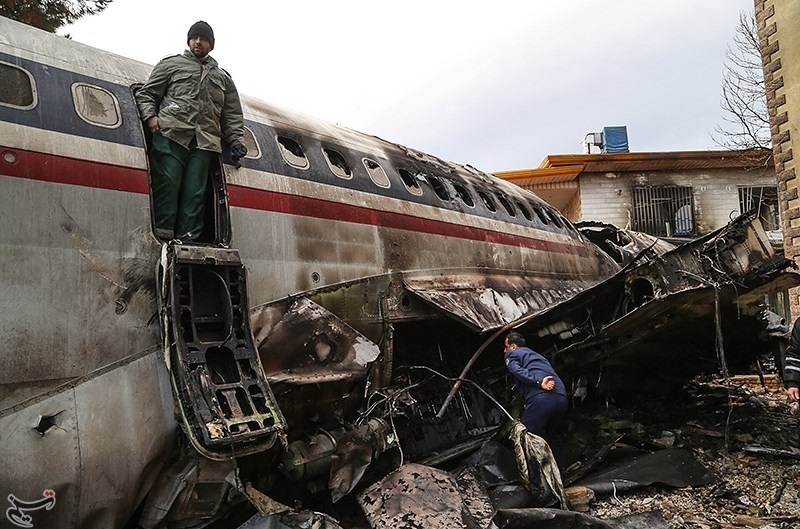
住宅街に衝突した機体

事故機は、マナス国際空港からパヤム国際空港へ食肉を運ぶ国際貨物便だった。現地時間8時30分にファス空軍基地に緊急着陸したと報じられており、一部メディアでは事故機が誤ってそこに着陸したと報じられている。また、当時は悪天候であったとも報告されている。機体は、滑走路をオーバーランし、付近の住宅街に突っ込み、事故後に火災が発生した。乗員は16人または17人で、唯一航空機関士が救助されたが、重傷を負っており、病院に搬送された。幸いにも、地上での死傷者は報告されていない。

## 事故調査
調査が開始され、コックピットボイスレコーダーが残骸から回収された
事故原因は調査中だが、パイロットが空港を取り違えた可能性が指摘されている。パヤム国際空港とファス空軍基地は数kmしか離れておらず、滑走路のレイアウトもほぼ同じであった。ボーイング707の着陸には通常8,200フィート (2,500 m)を要するが、ファス空軍基地の滑走路長は4,300フィート (1,300 m)だった。
パヤム国際空港とファス空軍基地を取り違えるという事例は過去にも発生していた。2018年11月16日、155人が搭乗したターバーン航空のMD-88が誤ってファス空軍基地の滑走路へ2度進入するという出来事が発生した。同機は高度1m程まで降下したが、最終的にパヤム国際空港への着陸に成功した。